# Sagami (poetka)
Sagami (jap. 相模 Sagami; ur.  pom. 991 a 1003, zm. około 1061) – japońska poetka, tworząca w okresie Heian. Zaliczana do Trzydziestu Sześciu Mistrzyń Poezji jak również do Trzydziestu Sześciu Średniowiecznych Mistrzów Poezji.

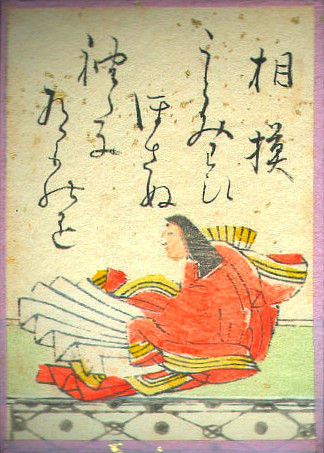
Sagami, ilustracja z Ogura Hyakunin-isshu

Prawdopodobnie nieślubna córka Minamoto no Yorimitsu, żona Ōe no Kin’yoriego, poety i zarządcy Sagami (od której pochodzi jej przydomek). Około 1020/1021 r. przeprowadziła się z mężem do prowincji Sagami, jednak po powrocie Kin’yoriego do Kioto żyli w faktycznej separacji. Sagami została damą dworu księżnej Sūshi (córki Fujiwary no Genshi i cesarza Go-Suzaku). Związała się wtedy z poetą Fujiwara no Sadayori. 
Sagami aż do lat 60. XI w. brała aktywny udział w życiu literackim, biorąc udział w licznych konkursach poetyckich. Pozostawiła po sobie około sześćset utworów, z których połowa zamieszczona została w cyklach stu poezji, jak również kashū (Sagami shū). Sto dziewięć (lub sto osiem) utworów jej autorstwa zamieszczonych zostało w cesarskich antologiach poezji. Jeden z jej wierszy wybrany został również do Ogura Hyakunin-isshu.